# 1989-es U16-os labdarúgó-világbajnokság
Az 1989-es U16-os labdarúgó-világbajnokságot Skóciában rendezték 1989. június 10. és június 24. között. 16 válogatott vett részt a tornán. A világbajnokságon 1972. augusztus 1. után született labdarúgók vehettek részt. A tornát Szaúd-Arábia nyerte meg.

## Csapatok
| Szövetség                                         | Selejtező torna                                 | Csapatok                         |
| ------------------------------------------------- | ----------------------------------------------- | -------------------------------- |
| AFC (Ázsia)                                       | 1988-as U17-es Ázsia-kupa                       | Bahrein · Kína · Szaúd-Arábia    |
| CAF (Afrika)                                      | 1989-es U16-os Afrika-kupa                      | Ghána · Guinea · Nigéria         |
| CONCACAF (Észak és Közép-amerikai, Karibi térség) | 1988-as U16-os CONCACAF-aranykupa               | Egyesült Államok · Kanada · Kuba |
| CONMEBOL (Dél-Amerika)                            | 1988-as U16-os dél-amerikai Labdarúgó-bajnokság | Argentína · Brazília · Kolumbia  |
| OFC (Óceánia)                                     | 1989-es U16-os óceániai Selejtező-torna         | Ausztrália                       |
| UEFA (Európa)                                     | 1989-es U16-os labdarúgó-Európa-bajnokság       | NDK · Portugália                 |
| Rendező ország                                    | Rendező ország                                  | Skócia                           |

## Játékvezetők
| Afrika - Mohamed Hafez - Hafidhi Ally - M Hounake-Kouassi Ázsia - Kil Gicshol - Arie Frost - Wan Rashid Jaafar - Mohammad Riyani Dél-Amerika - Ricardo Calabria - Luis Felix Ferreira - Armando Pérez Hoyos | Észak-, Közép-Amerika és a Karibi-térség - David Brummitt - Juan Pablo Escobar Lopez - Arlington Success Európa - Jean-Marie Lartigot - Peter Mikkelsen - James McCluskey - Wieland Ziller Óceánia - Gary Fleet |

## Csoportkör
A csoportok első két helyezettje jutott tovább a negyeddöntőkbe, onnantól egyeneses kieséses rendszerben folytatódtak a küzdelmek.
A mérkőzések kezdési időpontjai helyi idő szerint vannak feltüntetve.
| Jelmagyarázat                                                            |
| ------------------------------------------------------------------------ |
| A csoportok első két helyezettje bejutott az egyenes kieséses szakaszba. |
| A csoportok harmadik és negyedik helyezettjei kiestek.                   |

### A csoport
| Csapat  | M | Gy | D | V | G+ | G– | Gk | P |
| ------- | - | -- | - | - | -- | -- | -- | - |
| Bahrein | 3 | 2  | 1 | 0 | 5  | 1  | +4 | 5 |
| Skócia  | 3 | 1  | 2 | 0 | 4  | 1  | +3 | 4 |
| Ghána   | 3 | 0  | 2 | 1 | 2  | 3  | –1 | 2 |
| Kuba    | 3 | 0  | 1 | 2 | 2  | 8  | –6 | 1 |

| 1989. június 10. 14:00 |

| Skócia | 0–0         | Ghána |
| ------ | ----------- | ----- |
|        | Jegyzőkönyv |       |

| Hampden Park, Glasgow Nézőszám: 6500 Játékvezető: Armando Pérez Hoyos (kolumbiai) |

| 1989. június 10. 15:45 |

| Kuba                                               | 0–3               | Bahrein |
| -------------------------------------------------- | ----------------- | ------- |
| Jasem 40' (11-esből) 52' (11-esből) 76' (11-esből) | (0–1) Jegyzőkönyv |         |

| Hampden Park, Glasgow Nézőszám: 6500 Játékvezető: Luís Ferreira Felix (brazil) |

| 1989. június 12. 18:30 |

| Skócia                      | 3–0               | Kuba |
| --------------------------- | ----------------- | ---- |
| Lindsay 30' Golrick 32' 39' | (3–0) Jegyzőkönyv |      |

| Fir Park, Motherwell Nézőszám: 9000 Játékvezető: Peter Mikkelsen (dán) |

| 1989. június 12. 20:15 |

| Ghána | 0–1               | Bahrein     |
| ----- | ----------------- | ----------- |
|       | (0–0) Jegyzőkönyv | Ebrahim 42' |

| Fir Park, Motherwell Nézőszám: 9000 Játékvezető: Wieland Ziller (kelet-német) |

| 1989. június 14. 18:30 |

| Skócia     | 1–1               | Bahrein       |
| ---------- | ----------------- | ------------- |
| Beattie 2' | (1–1) Jegyzőkönyv | Abdulaziz 33' |

| Fir Park, Motherwell Nézőszám: 13 500 Játékvezető: Ricardo Calabria (argentin) |

| 1989. június 14. 20:15 |

| Ghána               | 2–2               | Kuba                    |
| ------------------- | ----------------- | ----------------------- |
| Aryee 22' Asare 72' | (1–2) Jegyzőkönyv | Zerguera 9' Rosette 24' |

| Fir Park, Motherwell Nézőszám: 13 500 Játékvezető: Gary Fleet (új-zélandi) |

### B csoport
| Csapat           | M | Gy | D | V | G+ | G– | Gk | P |
| ---------------- | - | -- | - | - | -- | -- | -- | - |
| NDK              | 3 | 2  | 0 | 1 | 7  | 4  | +3 | 4 |
| Brazília         | 3 | 2  | 0 | 1 | 5  | 3  | +2 | 4 |
| Egyesült Államok | 3 | 1  | 1 | 1 | 5  | 7  | –2 | 3 |
| Ausztrália       | 3 | 0  | 1 | 2 | 3  | 6  | –3 | 1 |

| 1989. június 10. 14:00 |

| NDK       | 1–0               | Ausztrália |
| --------- | ----------------- | ---------- |
| Manke 51' | (0–0) Jegyzőkönyv |            |

| Pittodrie Stadium, Aberdeen Nézőszám: 3300 Játékvezető: James McCluskey (skót) |

| 1989. június 10. 15:45 |

| Egyesült Államok | 1–0               | Brazília |
| ---------------- | ----------------- | -------- |
| Baba 37'         | (1–0) Jegyzőkönyv |          |

| Pittodrie Stadium, Aberdeen Nézőszám: 3300 Játékvezető: Mohamed Mohamed Hafez (egyiptomi) |

| 1989. június 12. 18:30 |

| NDK                                           | 5–2               | Egyesült Államok  |
| --------------------------------------------- | ----------------- | ----------------- |
| Konetzke 7' 33' Seifert 12' 31' Rydlewicz 45' | (4–1) Jegyzőkönyv | Baba 36' Wood 76' |

| Pittodrie Stadium, Aberdeen Nézőszám: 2300 Játékvezető: Wan Rashid Jaafar (malajziai) |

| 1989. június 12. 20:15 |

| Ausztrália | 1–3               | Brazília                  |
| ---------- | ----------------- | ------------------------- |
| Corica 50' | (0–3) Jegyzőkönyv | Carlos 11' 34' Márcio 36' |

| Pittodrie Stadium, Aberdeen Nézőszám: 2300 Játékvezető: David Brummitt (kanadai) |

| 1989. június 14. 18:30 |

| NDK              | 1–2               | Brazília           |
| ---------------- | ----------------- | ------------------ |
| Daniel Knuth 29' | (1–1) Jegyzőkönyv | Márcio 4' Fred 70' |

| Pittodrie Stadium, Aberdeen Nézőszám: 3500 Játékvezető: Jean-Marie Lartigot (francia) |

| 1989. június 14. 20:15 |

| Ausztrália             | 2–2               | Egyesült Államok    |
| ---------------------- | ----------------- | ------------------- |
| Pangallo 71' Suzor 73' | (0–1) Jegyzőkönyv | Wood 6' Haskins 70' |

| Pittodrie Stadium, Aberdeen Nézőszám: 3500 Játékvezető: Kil Gicshol (dél-koreai) |

### C csoport
| Csapat    | M | Gy | D | V | G+ | G– | Gk | P |
| --------- | - | -- | - | - | -- | -- | -- | - |
| Nigéria   | 3 | 2  | 1 | 0 | 7  | 0  | +7 | 5 |
| Argentína | 3 | 1  | 2 | 0 | 4  | 1  | +3 | 4 |
| Kína      | 3 | 1  | 1 | 1 | 1  | 3  | –2 | 3 |
| Kanada    | 3 | 0  | 0 | 3 | 1  | 9  | –8 | 0 |

| 1989. június 10. 14:00 |

| Argentína | 0–0         | Kína |
| --------- | ----------- | ---- |
|           | Jegyzőkönyv |      |

| Dens Park, Dundee Nézőszám: 5000 Játékvezető: Juan Pablo Escobar Lopez (guatemalai) |

| 1989. június 10. 15:45 |

| Nigéria                                   | 4–0               | Kanada |
| ----------------------------------------- | ----------------- | ------ |
| Keshiro 27' 75' Oguntunase 56' Ikpeba 78' | (1–0) Jegyzőkönyv |        |

| Dens Park, Dundee Nézőszám: 5000 Játékvezető: Mohammad Riyahi (iráni) |

| 1989. június 12. 18:30 |

| Argentína | 0–0         | Nigéria |
| --------- | ----------- | ------- |
|           | Jegyzőkönyv |         |

| Dens Park, Dundee Nézőszám: 6000 Játékvezető: Jean-Marie Lartigot (francia) |

| 1989. június 12. 20:15 |

| Kína     | 1–0               | Kanada |
| -------- | ----------------- | ------ |
| Feng 34' | (1–0) Jegyzőkönyv |        |

| Dens Park, Dundee Nézőszám: 6000 Játékvezető: M Hounake-Kouassi (togói) |

| 1989. június 14. 18:30 |

| Argentína                                    | 4–1               | Kanada             |
| -------------------------------------------- | ----------------- | ------------------ |
| Paris 9' Castro 38' Castagno 40' Ascanio 74' | (3–1) Jegyzőkönyv | Medero 19' (öngól) |

| Dens Park, Dundee Nézőszám: 6000 Játékvezető: Hafidhi Ally (tanzániai) |

| 1989. június 14. 20:15 |

| Kína | 0–3               | Nigéria                         |
| ---- | ----------------- | ------------------------------- |
|      | (0–3) Jegyzőkönyv | Fetuga 12' Ikpeba 22' Umoru 39' |

| Dens Park, Dundee Nézőszám: 6000 Játékvezető: Wieland Ziller (kelet-német) |

### D csoport
| Csapat       | M | Gy | D | V | G+ | G– | Gk | P |
| ------------ | - | -- | - | - | -- | -- | -- | - |
| Portugália   | 3 | 1  | 2 | 0 | 6  | 5  | 1  | 4 |
| Szaúd-Arábia | 3 | 1  | 2 | 0 | 5  | 4  | 1  | 4 |
| Guinea       | 3 | 0  | 3 | 0 | 4  | 4  | 0  | 3 |
| Kolumbia     | 3 | 0  | 1 | 2 | 3  | 5  | -2 | 1 |

| 1989. június 10. 14:00 |

| Guinea    | 1–1               | Kolumbia              |
| --------- | ----------------- | --------------------- |
| Camara 2' | (1–0) Jegyzőkönyv | Gaibao 60' (11-esből) |

| Tynecastle Stadium, Edinburgh Nézőszám: 2000 Játékvezető: David Brummitt (kanadai) |

| 1989. június 10. 15:45 |

| Szaúd-Arábia        | 2–2               | Portugália                  |
| ------------------- | ----------------- | --------------------------- |
| Al Shamrani 60' 80' | (0–2) Jegyzőkönyv | Figo 17' (11-esből) Gil 23' |

| Tynecastle Stadium, Edinburgh Nézőszám: 2000 Játékvezető: Ricardo Calabria (argentin) |

| 1989. június 12. 18:30 |

| Guinea                | 2–2               | Szaúd-Arábia                      |
| --------------------- | ----------------- | --------------------------------- |
| Oulare 56' Camara 62' | (0–0) Jegyzőkönyv | Fofana 52' (öngól) Al Romaihi 71' |

| Tynecastle Stadium, Edinburgh Nézőszám: 2800 Játékvezető: Arlington Success (Antigua és Barbuda-i) |

| 1989. június 12. 20:15 |

| Kolumbia             | 2–3               | Portugália                              |
| -------------------- | ----------------- | --------------------------------------- |
| Moreno 27' Nieto 79' | (1–1) Jegyzőkönyv | Canate 2' (öngól) Gil 44' Adalberto 78' |

| Tynecastle Stadium, Edinburgh Nézőszám: 2800 Játékvezető: Arie Frost (izraeli) |

| 1989. június 14. 18:30 |

| Guinea     | 1–1               | Portugália          |
| ---------- | ----------------- | ------------------- |
| Camara 24' | (1–0) Jegyzőkönyv | Sérgio Lourenço 80' |

| Tynecastle Stadium, Edinburgh Nézőszám: 4000 Játékvezető: James McCluskey (skót) |

| 1989. június 14. 20:15 |

| Kolumbia | 0–1               | Szaúd-Arábia   |
| -------- | ----------------- | -------------- |
|          | (0–0) Jegyzőkönyv | Al Romaihi 80' |

| Tynecastle Stadium, Edinburgh Nézőszám: 4000 Játékvezető: Mohamed Mohamed Hafez (egyiptomi) |

## Egyenes kieséses szakasz
|  |                         |              |                        |                         |   |            |                        |                      |                      |                      |               |       |       |
|  | Negyeddöntők            | Negyeddöntők | Negyeddöntők           |                         |   | Elődöntők  | Elődöntők              | Elődöntők            |                      |                      | Döntő         | Döntő | Döntő |
|  | Negyeddöntők            | Negyeddöntők | Negyeddöntők           |                         |   | Elődöntők  | Elődöntők              | Elődöntők            |                      |                      | Döntő         | Döntő | Döntő |
|  | június 17. – Motherwell |              |                        |                         |   |            |                        |                      |                      |                      |               |       |       |
|  |                         |              |                        |                         |   |            |                        |                      |                      |                      |               |       |       |
|  | A1                      | Bahrein      | 0 (4)                  |                         |   |            |                        |                      |                      |                      |               |       |       |
|  | A1                      | Bahrein      | 0 (4)                  | június 20. – Motherwell |   |            |                        |                      |                      |                      |               |       |       |
|  | B2                      | Brazília     | 0 (1)                  |                         |   |            |                        |                      |                      |                      |               |       |       |
|  | B2                      | Brazília     | 0 (1)                  |                         |   | Bahrein    | Bahrein                | 0                    |                      |                      |               |       |       |
|  | június 17. – Dundee     |              |                        |                         |   | Bahrein    | Bahrein                | 0                    |                      |                      |               |       |       |
|  |                         |              | Szaúd-Arábia           | Szaúd-Arábia            | 1 |            |                        |                      |                      |                      |               |       |       |
|  | C1                      | Nigéria      | Szaúd-Arábia           | Szaúd-Arábia            | 1 | 0 (0)      |                        |                      |                      |                      |               |       |       |
|  | C1                      | Nigéria      |                        |                         |   | 0 (0)      | június 23. – Edinburgh |                      |                      |                      |               |       |       |
|  | D2                      | Szaúd-Arábia | 0 (2)                  |                         |   |            |                        |                      |                      |                      |               |       |       |
|  | D2                      | Szaúd-Arábia | 0 (2)                  |                         |   | Bahrein    | Bahrein                | 0                    |                      |                      |               |       |       |
|  | június 17. – Edinburgh  |              |                        |                         |   | Bahrein    | Bahrein                | 0                    |                      |                      |               |       |       |
|  |                         |              | Portugália             | Portugália              | 3 |            |                        |                      |                      |                      |               |       |       |
|  | D1                      | Portugália   | Portugália             | Portugália              | 3 | 2          |                        |                      |                      |                      |               |       |       |
|  | D1                      | Portugália   | június 20. – Edinburgh |                         |   | 2          |                        |                      |                      |                      |               |       |       |
|  | C2                      | Argentína    | 1                      |                         |   |            |                        |                      |                      |                      |               |       |       |
|  | C2                      | Argentína    | 1                      |                         |   | Portugália | Portugália             | 0                    | Bronzmérkőzés        | Bronzmérkőzés        | Bronzmérkőzés |       |       |
|  | június 17. – Aberdeen   |              |                        |                         |   | Portugália | Portugália             | 0                    | Bronzmérkőzés        | Bronzmérkőzés        | Bronzmérkőzés |       |       |
|  |                         |              | Skócia                 | Skócia                  | 1 |            |                        | június 24. – Glasgow | június 24. – Glasgow | június 24. – Glasgow |               |       |       |
|  | B1                      | NDK          | Skócia                 | Skócia                  | 1 | 0          |                        | június 24. – Glasgow | június 24. – Glasgow | június 24. – Glasgow |               |       |       |
|  | B1                      | NDK          |                        |                         |   |            |                        | Szaúd-Arábia         | Szaúd-Arábia         | 2 (5)                |               |       |       |
|  | A2                      | Skócia       | 1                      |                         |   |            |                        | Szaúd-Arábia         | Szaúd-Arábia         | 2 (5)                |               |       |       |
|  | A2                      | Skócia       | 1                      |                         |   | Skócia     | Skócia                 | 2 (4)                |                      |                      |               |       |       |
|  |                         |              |                        |                         |   | Skócia     | Skócia                 | 2 (4)                |                      |                      |               |       |       |

### Negyeddöntők
| 1989. június 17. 15:00 |

| Bahrein       | 0–0 (h. u.) | Brazília |
| ------------- | ----------- | -------- |
|               | Jegyzőkönyv |          |
| Büntetőpárbaj |             |          |
|               | 4–1         |          |

| Fir Park, Motherwell Nézőszám: 9500 Játékvezető: Hafidhi Ally (tanzániai) |

| 1989. június 17. 15:00 |

| Nigéria       | 0–0 (h. u.) | Szaúd-Arábia |
| ------------- | ----------- | ------------ |
|               | Jegyzőkönyv |              |
| Büntetőpárbaj |             |              |
|               | 0–2         |              |

| Dens Park, Dundee Nézőszám: 5500 Játékvezető: Armando Pérez Hoyos (kolumbiai) |

| 1989. június 17. 15:00 |

| Portugália          | 2–1               | Argentína  |
| ------------------- | ----------------- | ---------- |
| Figo 23' Tulipa 46' | (1–1) Jegyzőkönyv | Selenzo 8' |

| Tynecastle Stadium, Edinburgh Nézőszám: 5000 Játékvezető: Frost Arie (izraeli) |

| 1989. június 17. 15:00 |

| NDK | 0–1               | Skócia     |
| --- | ----------------- | ---------- |
|     | (0–0) Jegyzőkönyv | Linsay 80' |

| Pittodrie Stadium, Aberdeen Nézőszám: 10 200 Játékvezető: Juan Pablo Escobar (guatemalai) |

### Elődöntők
| 1989. június 20. 15:00 |

| Bahrein | 0–1               | Szaúd-Arábia   |
| ------- | ----------------- | -------------- |
|         | (0–0) Jegyzőkönyv | Al Romaihi 80' |

| Fir Park, Motherwell Nézőszám: 9000 Játékvezető: Wieland Ziller (kelet-német) |

| 1989. június 20. 20:15 |

| Portugália | 0–1               | Skócia      |
| ---------- | ----------------- | ----------- |
|            | (0–0) Jegyzőkönyv | O'Neill 54' |

| Tynecastle Stadium, Edinburgh Nézőszám: 19 000 Játékvezető: Jean-Marie Lartigot (francia) |

### Bronzmérkőzés
| 1989. június 23. 19:30 |

| Bahrein | 0–3               | Portugália               |
| ------- | ----------------- | ------------------------ |
|         | (0–1) Jegyzőkönyv | Tulipa 24' , 64' Gil 52' |

| Tynecastle Stadium, Edinburgh Nézőszám: 2000 Játékvezető: Hafidhi Ally (tanzániai) |

### Döntő
| 1989. június 24. 15:00 |

| Szaúd-Arábia               | 2–2 (h. u.)            | Skócia               |
| -------------------------- | ---------------------- | -------------------- |
| Sulaiman 49' Al Terair 65' | (0–2, 2–2) Jegyzőkönyv | Downie 7' Dickov 25' |
| Büntetőpárbaj              |                        |                      |
|                            | 5–4                    |                      |

| Hampden Park, Glasgow Nézőszám: 58 000 Játékvezető: Juan Pablo Escobar (guatemalai) |

## Díjak
| Az 1989-es U16-os labdarúgó-világbajnokság győztese |
| --------------------------------------------------- |
| · Szaúd-Arábia · 1. cím                             |

| 2. helyezett | 3. helyezett | 4. helyezett |
| ------------ | ------------ | ------------ |
| Skócia       | Portugália   | Bahrein      |

| Golden Shoe | Golden Ball | FIFA Fair Play Díj |
| ----------- | ----------- | ------------------ |
| Fode Camara | James Will  | Bahrein            |

## Gólszerzők
3 gólos
- Fode Camara
- Khaled Jasem
- Gil
- Tulipa
- Khalid Al Romaihi